# Йёргенсен, Адольф Дитлеф
Адольф Дитлеф Йёргенсен (дат. Adolf Ditlev Jørgensen; 11 июня 1840 — 5 октября 1897) — датский историк.
Родился в Северном Шлезвиге (тогда — Дания). Окончил школу во Фленсбурге, в Копенгагенском университете изучал сперва естествознание, затем историю, философию и литературу. В 1863 году вернулся во Фленсбург в качестве учителя и библиотекаря, но в следующем году, когда Фленсбург в результате Датско-прусской войны отошёл к Пруссии, снова оказался в Копенгагене. С 1869 года работал в Государственном архиве Дании, который впоследствии возглавил.
Опубликовал:
- «Bidrag til Nordens Historie i Middelalderen» (1871);
- «Den Nordiske Kirkes Grundlaeggelse» (1874—1878);
- «40 Fortaellinger af Faedrelandets Historie» (1882; 2 изд. — 1886);
- «Udsigt over de danske Rigsarchivers Historie» (1884)

и ряд биографических книг:
- «Georg Zoega» (1881);
- «Niels Stensen» (1884);
- «Johannes Ewald» (1888) и др.